# Bobby Vinton
Stanley Robert Vinton, Jr., detto Bobby (Canonsburg, 16 aprile 1935) è un cantante statunitense di musica pop e rock.
Tra le più celebri star della musica statunitense, egli era uno dei cantanti più popolari degli anni cinquanta.

## Biografia
Nato a Canonsburg in Pennsylvania, Bobby Vinton era figlio di un leader di una band locale molto popolare, Stan Vinton (Stanley Vintula, Sr.). A 16 anni, Bobby mise insieme la sua prima band, che suonava nei club intorno all'area di Pittsburgh.  Con i soldi guadagnati, Bobby si finanziò i suoi corsi alla Duquesne University, dove studiò musica e si laureò con una specializzazione in composizione musicale. Mentre si trovava alla Duquesne, divenne abile con tutti gli strumenti della banda: pianoforte, clarinetto, sassofono, tromba, batteria e oboe.

### Il debutto
Dopo un breve periodo di tempo nell'Esercito degli Stati Uniti d'America, Bobby fu assunto dall'Epic Records nel 1960 come leader del gruppo musicale "A Young Man with a Big Band". Due album e alcuni singoli non ebbero comunque successo, e con la Epic pronta a staccare la spina, Vinton compose il suo primo single di successo sedendo letteralmente su una pila di composizioni scartate. La canzone era intitolata Roses Are Red (My Love).
Rimase quattro settimane al primo posto della classifica delle prime 100 hit del 1962 negli USA stilata sul Billboard Hot 100, prestigiosa sezione musicale del Billboard Magazine e due settimane in Norvegia, 3ª nei Paesi Bassi e 7ª in Germania. 
La sua canzone più famosa è Blue Velvet, scritta nel 1963, con la quale ottenne il primo posto nella stessa classifica delle prime 100 hit del 1963 per tre settimane. 
Ventitré anni dopo, David Lynch intitolò il suo film Blue Velvet, ispirandosi a questa canzone.

## La carriera
Nel 1964, Vinton scrisse altre due hit che furono premiate col primo posto nella Billboard Hot 100, There! I've Said It Again per quattro settimane e Mr. Lonely (cantata anche in italiano: Solo), quest'ultimo ripreso come base per la canzone Lonely, di Akon.
Negli anni settanta il "Principe Polacco" continuò a entrare nelle classifiche delle migliori quaranta canzoni, in particolare con Evr'y Day of My Life e Sealed With a Kiss nel 1972. Quello stesso anno l'Epic Records decise di troncare il rapporto con l'uomo che aveva costruito la compagnia con le sue hits e terminò il contratto di registrazione di Vinton.
Risoluto, Vinton spese $50 000 dei suoi propri risparmi in una canzone scritta da solo cantata parzialmente in polacco, My Melody of Love. Dopo che Vinton fu rifiutato da 7 delle più grandi case produttrici, l'ABC Records comprò l'idea di Vinton, e il risultato fu un single che vendette milioni di copie e che diventò la numero uno sulla lista AC nel 1974.
All'album Melodies of Love seguì uno show di successo che durava mezz'ora, The Bobby Vinton Show, che fu trasmesso dal 1975 al 1978. Egli recitò anche in due film con John Wayne: Il grande Jake e Quel maledetto colpo al Rio Grande Express.
Nel corso della sua carriera, Vinton ha venduto oltre 75 milioni di copie e sta ancora compiendo tour al Bobby Vinton Blue Velvet Theatre, a Branson (Missouri).

## Vita privata
Egli è sposato con Dolly Vintula dal 1962. I due hanno cinque figli assieme. Vinton è cattolico

## Popolarità
Il Billboard Magazine ha chiamato Bobby Vinton "il più celebre cantante romantico dell'"era rock'". Durante i primi dieci anni dell'esistenza del rock & roll, Vinton ha avuto più numeri uno nelle classifiche di qualunque altro vocalist, inclusi Elvis Presley e Frank Sinatra.
Nel riconoscimento della sua carriera di cantante, Bobby Vinton ha una stella Hollywood Walk of Fame al 6916 Hollywood Blvd.
La città natale di Bobby Vinton, Canonsburg (Pennsylvania) è anche il luogo di nascita del più anziano cantante Perry Como. Comunque, Vinton ha sempre sostenuto di essere di Pittsburgh (la città di maggior riferimento), mentre Como fu fedele alla sua città natale dicendo di essere appunto nativo di Canonsburg.

## Discografia

### Album in studio
In parentesi è segnata l'eventuale posizione in classifica (Billboard Hot 200) raggiunta dell'album.
- 1961: Dancing at the Hop
- 1961: Bobby Vinton Plays for His Li'l Darlin's
- 1962: Roses Are Red (US #5)
- 1962: Bobby Vinton Sings the Big Ones (US #137)
- 1963: The Greatest Hits of the Golden Groups
- 1963: Blue on Blue (US #10)
- 1964: There! I've Said It Again (US #8)
- 1964: Tell Me Why (US #31)
- 1964: A Very Merry Christmas (US #13)
- 1964: Mr. Lonely (US #18)
- 1965: Bobby Vinton Sings for Lonely Nights (US #116)
- 1965: Drive-In Movie Time
- 1966: Bobby Vinton Sings Satin Pillows and Careless (US #110)
- 1966: Country Boy
- 1967: Bobby Vinton Sings the Newest Hits
- 1967: Please Love Me Forever (US #41)
- 1968: Take Good Care of My Baby (US #164)
- 1968: I Love How You Love Me (US #21)
- 1969: Vinton (US #69)
- 1970: My Elusive Dreams (US #90)
- 1970: Sounds of Love (on sax)
- 1972: Ev'ry Day of My Life (US #72)
- 1972: Sealed With a Kiss (US #77)
- 1974: Melodies of Love (US #16)
- 1974: If That's All I Can
- 1974: With Love (US #109)
- 1975: Heart of Hearts (US #108)
- 1975: The Bobby Vinton Show (US #161)
- 1976: Serenades of Love
- 1976: Party Music ~~ 20 Hits
- 1977: The Name Is Love (US #183)
- 1979: 100 Memories
- 1980: Encore
- 1987: Santa Must Be Polish
- 1988: Bobby Vinton
- 1989: Timeless
- 1990: Great Songs of Christmas
- 1992: As Time Goes By (con George Burns)
- 1998: Passion